# Hofzeile (Maßeinheit)
Hofzeile und Handzeile  waren zwei Maße in Bayern und wurden in Salzsiedereien verwendet.
Das Maß Handzeile war die Menge Salz, welches in drei Stunden aus der Sudpfanne entnommen werden konnte.
- 1 Handzeile = 48 Fuder = 16 Scheiben = etwa 29 Zentner (nach Rudolf von Carnall[1]   24 Zentner)
- 1 Hofzeile = 34 Fuder = etwa 20 Zentner (Rudolf von Carnall[1] 17 Zentner)

In Reichenhall und Bayern rechnete man:
- 1 Fuder = 56 Pfund zu je 498 Gramm. (Das Volumenmaß wurde als Masseneinheit gerechnet).